# Petrus-und-Paulus-Kirche (Timmel)

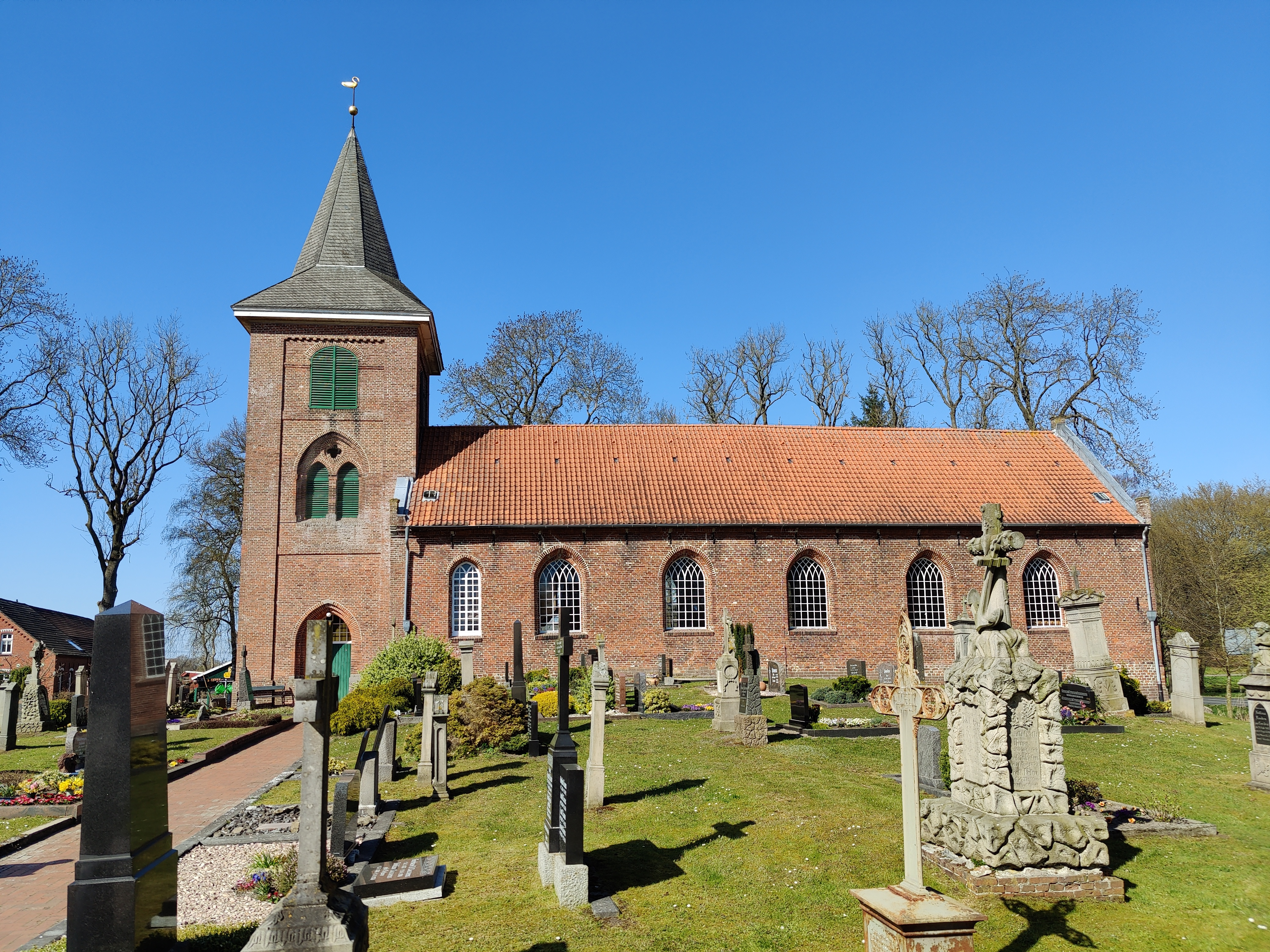
Petrus-und-Paulus-Kirche

Die evangelisch-lutherische Petrus-und-Paulus-Kirche ist ein Kirchengebäude im ostfriesischen Timmel (Großefehn) aus dem Jahr 1736. 

## Geschichte
Die erste Kirche war eine schlichte Holzkirche. Sie wurde im 13. Jahrhundert durch eine Backsteinkirche ersetzt. Reste der früheren Holzkirche und die Fundamente der Backsteinkirche wurden 1976 entdeckt. Im Mittelalter gehörte Timmel zur Propstei Leer im Bistum Münster. Im Zuge der Reformation wandte sich die Gemeinde dem lutherischen Bekenntnis zu. Im Jahr 1717 wurde die Kirche durch die Weihnachtsflut stark beschädigt und 1727 abgebrochen. Die neue Kirche, errichtet von Baumeister Andreas Lampert aus Tirol, wurde nach neunjähriger Bauzeit 1736 eingeweiht. Der alte Glockenturm wurde erst 1850 durch den heutigen Westturm ersetzt, in dem drei Glocken hängen, eine vermutlich aus dem 13. Jahrhundert, zwei weitere von 1968.

## Baubeschreibung und Ausstattung

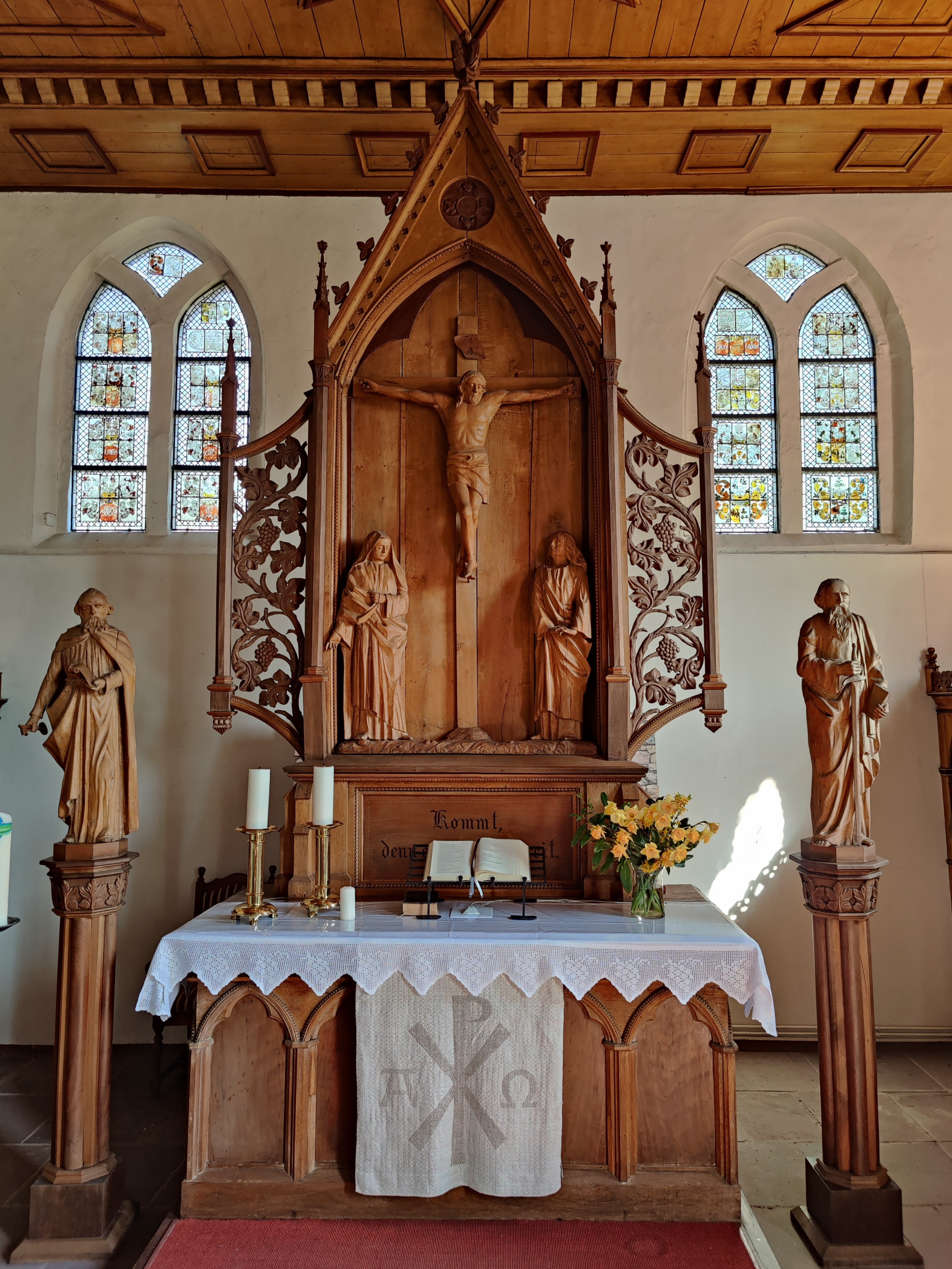
Altarretabel

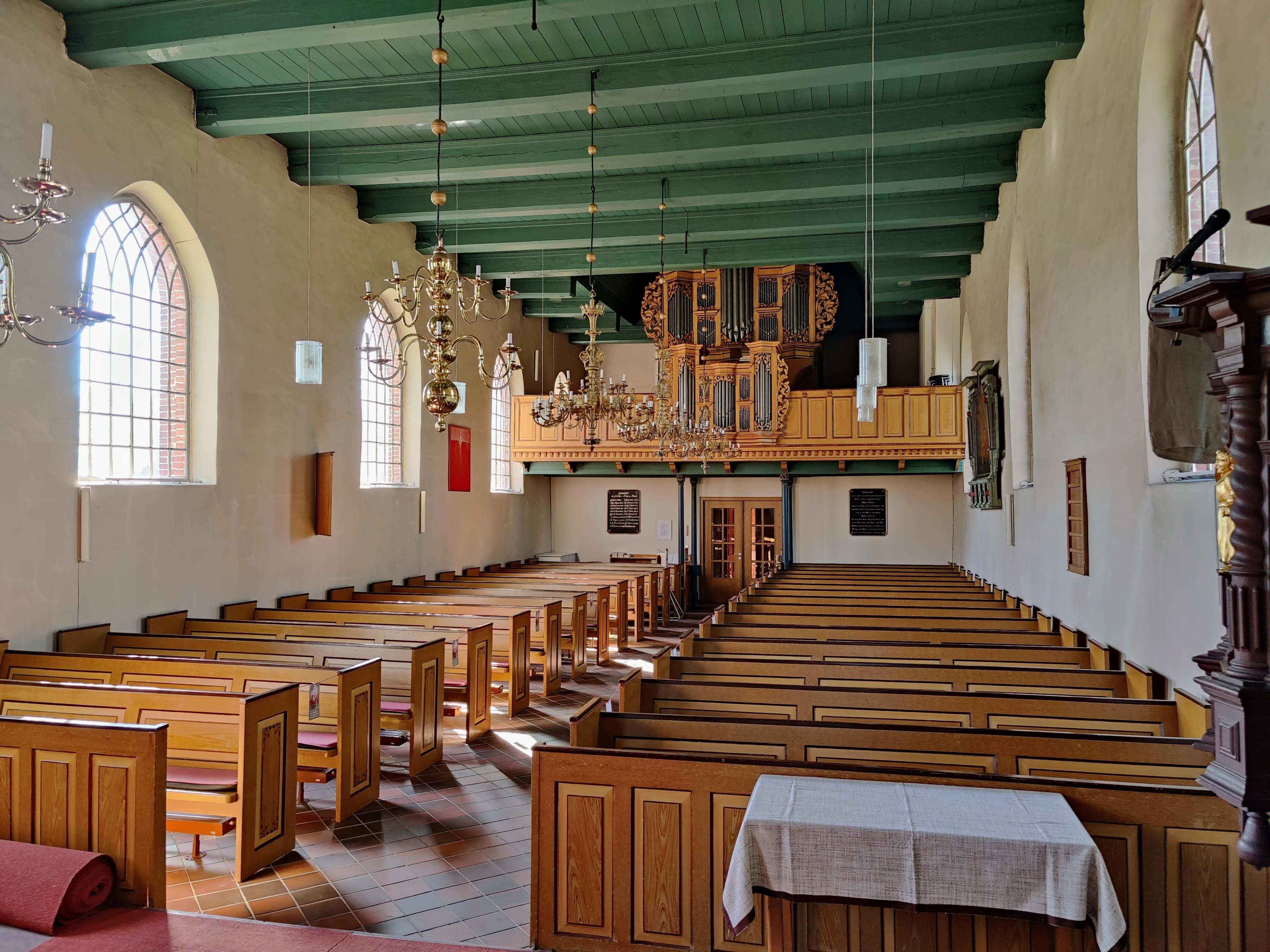
Innenraum mit Hillebrand-Orgel

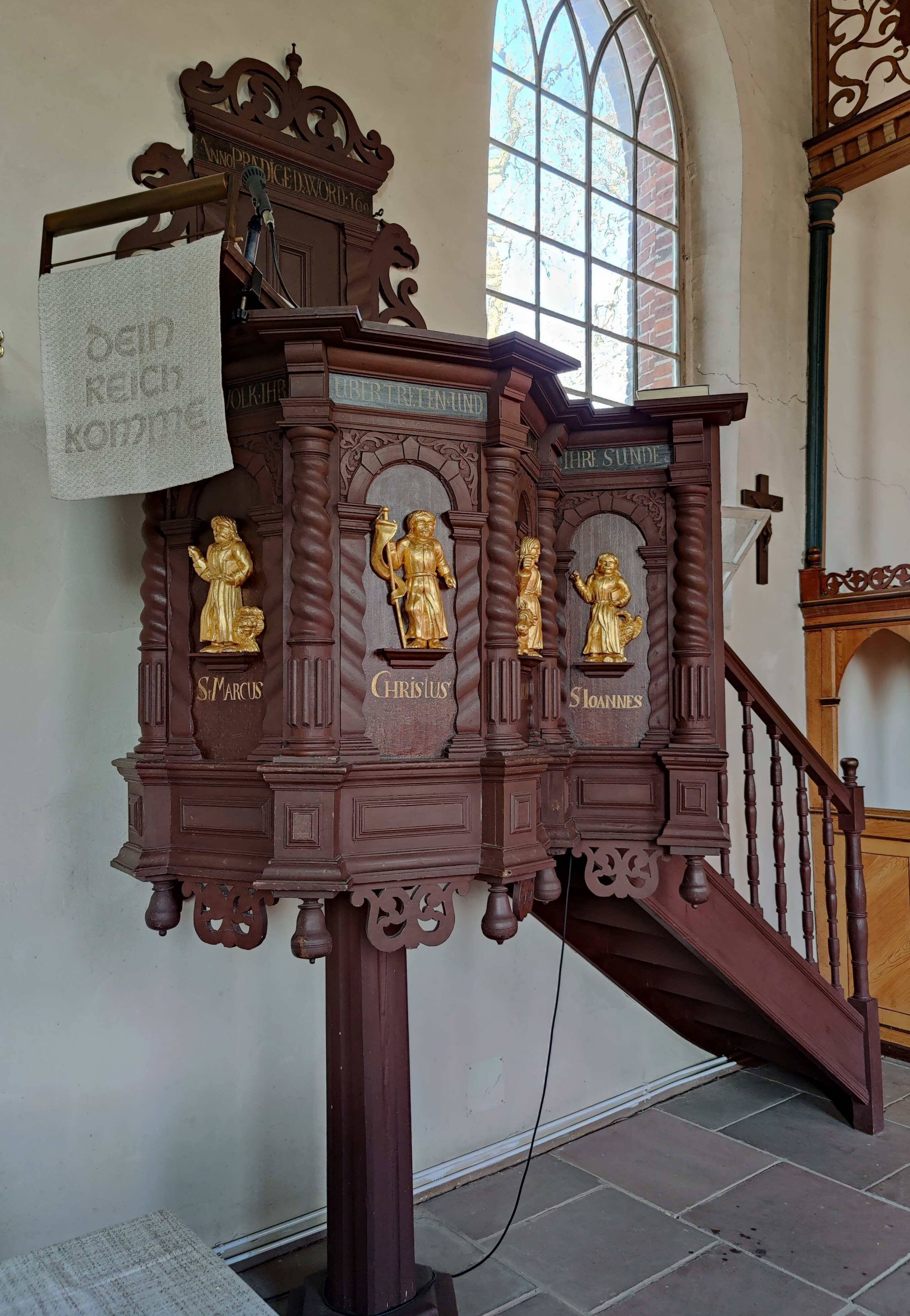
Kanzel

Die rechteckige, lang gestreckte Einraumkirche aus Backstein besitzt eine Empore im Westen und gotische Fenster mit bunten Wappenscheiben und ungeklärten Inschriften. Die ursprünglich vorhandene Ostempore wurde bei der Aufstellung des neuen Altars im Jahr 1884 abgerissen. Das alte Retabel aus den 1640er Jahren blieb jedoch erhalten. Die Kanzel aus dem Jahr 1695, die noch aus der alten Kirche stammte und von H. Vellage aus Aurich geschaffen wurde, wurde in den Neubau übernommen. In der Kirche befindet sich eine Gedenktafel, die an den im Alter von neun Jahren verstorbenen Jonas Eilers (* 26. September 1768, † 23. Juli 1778) erinnert, der bereits als Kind in Timmel gepredigt haben soll. Von der Orgel, die Johann Friedrich Constabel 1740 erbaute, ist nur noch der Prospekt des Hauptwerks erhalten. Das neue Orgelwerk im alten Gehäuse und das ganze Rückpositiv stammen von Gebr. Hillebrand aus dem Jahr 1962. Seither verfügt die Orgel über 18 Register auf zwei Manualen und Pedal.